# Prosopocoilus formosus
Prosopocoilus formosus là một loài bọ cánh cứng trong họ Lucanidae. Loài này được Lacroix mô tả khoa học năm.